# The Austonian
The Austonian es un rascacielos residencial de Downtown Austin, Texas (Estados Unidos). Con una altura de 208 m y 56 plantas, es el segundo edificio más alto de la ciudad. La torre es también el edificio residencial más alto del estado de Texas, y superó a la Tower of the Americas de San Antonio (Texas) como el edificio más alto de Texas fuera de Houston y Dallas. Es el edificio residencial más alto de Estados Unidos al oeste del Mississippi. La planta 53 es más alta que el anterior edificio más alto de la ciudad, 360 Condominiums. El edificio abrió en junio de 2010.

## Historia
The Austonian fue propuesto originalmente en 2006 como un edificio de $ 200 millones y 213 m de altura de Benchmark Land Development y parte del boom constructivo de esa época. Posteriormente, la altura del edificio fue reducida a 208 m en 2007. La construcción del edificio comenzó el 31 de agosto de 2007. Poco después, el 4 de junio de 2009, se hormigonó la planta 47 de The Austonian, con lo que superó a Frost Bank Tower, convirtiéndose en el segundo edificio más alto de Austin. El 1 de julio de 2009, The Austonian sobrepasó a 360 Condominiums, convirtiéndose en el edificio más alto de Austin. El exterior del edificio fue terminado en 2010, casi 2,5 años desde el inicio de la construcción.
Albergó la Muestra de 2010 de la Liga Sinfónica Femenina el fin de semana del 15 al 16 de mayo. Esta fue la última oportunidad para que el público viera el edificio antes de que los residentes comenzaran a trasladarse al edificio en junio de ese año. The Austonian recibió una clasificación de cuatro estrellas del Austin Energy Green Building en noviembre de 2010, haciéndolo el único rascacielos residencial de Downtown Austin que recibió dicha clasificación.
En 2019 The Independent lo superó como el edificio más alto de la ciudad.